# Guematria
La Guematria (hebreu: גימטריה, gēmaṭriyā; grec: γεωμετρία, geōmetriā) és
un procediment hermenèutic, propi, bé que no exclusiu, de la càbala jueva que depèn del fet que cada caràcter hebreu té un valor numèric, quan la suma dels números dels caràcters que componen una paraula, donava el mateix resultat que la suma dels caràcters d'una altra paraula diferent, es percebia una analogia entre elles i es considera que tenien necessàriament una connexió.
S'assumeix en aquesta tècnica que l'equivalència numèrica no és una coincidència. El món fou creat a través de la "parla" de Déu, cada lletra representa una força creativa diferent. Per tant, l'equivalència numèrica de dues paraules revela una connexió interna entre els potencials creatius de cadascuna.

## Taula numèrica
L'alfabet hebreu consta de 22 caràcters, alguns poden adoptar formes múltiples. L'escriptura es realitza de dreta a esquerra, i no s'indiquen les vocals.
En la numeració, els nou primers caràcters de l'alfabet tenen els valors de l'1 al 9, els nou valors següents del 10 al 90, i els quatre darrers valors són de 100 a 400. 27 caràcters serien necessaris per cobrir el rang fins a 900.
| Lletra hebrea | Nom de la lletra | Valor absolut |
| ------------- | ---------------- | ------------- |
| א             | Àlef             | 1             |
| ב             | Bet              | 2             |
| ג             | Guímel           | 3             |
| ד             | Dàlet            | 4             |
| ה             | He               | 5             |
| ו             | Vau              | 6             |
| ז             | Zain             | 7             |
| ח             | Jet              | 8             |
| ט             | Teth             | 9             |
| י             | Yod              | 10            |
| כ             | Kaph             | 20            |
| ל             | Lamed            | 30            |
| מ             | Mem              | 40            |
| נ             | Nun              | 50            |
| ס             | Samej            | 60            |
| ע             | Ayin             | 70            |
| פ             | Pei              | 80            |
| צ             | Tzadi            | 90            |
| ק             | Qoph             | 100           |
| ר             | Reish            | 200           |
| ש             | Shin             | 300           |
| ת             | Tav              | 400           |
| ך             | Kaph             | 500           |
| ם             | Mem              | 600           |
| ן             | Nun              | 700           |
| ף             | Pei              | 800           |
| ץ             | Tzadi            | 900           |

El sistema numèric rabínic era més rudimentari que el nostre. Cada lletra rebia un valor, independent de la seva posició en l'expressió numèrica. Per exemple, 254 podia escriu-re's RDN (רןד), però era el mateix escriure, per exemple, NDR o DRN.
D'aquí a assignar un valor numèric a cada paraula hi havia només que un pas. Per exemple, el nom de Jahvé, IHVH, valdria: 10 + 5 + 6 + 5 = 26.

## Mètodes
- Valor absolut Mispar Hekhrahí el més comú, és la computació del valor de cada lletra de l'alfabet sumant. Per exemple la paraula אל EL que significa "Poderós" es lletreja per Àlef i Làmed; el valor d'Àlef és = 1, el valor de Làmed és = 30, la guematria de EL = 1+30 = 31.
- Valor multiplicat Mispar Kaful en aquest mètode es calculen els números per la multiplicació de les unitats de la lletra. Per exemple la paraula hebrea per la mà és יד YaD. La lletra Iod i Dàlet, Iod té un valor numèric de 10, mentre que Dàlet té un valor numèric de 4. Llavors 4 x 10 = 40, la guematria de YaD usant el mètode Mispar Kaful és 40.
- Valor arrodonit Mispar Qatan o Mispar Meüggal en aquest mètode s'arrodonia tot valor numèric a les unitats. Per exemple 50 es transforma en 5, 40 en 4, 100 en 1... Aleshores el valor dels números es col·loquen en seqüència: 1-2-3-4-5-6-7-8-9. Un exemple: la paraula testimoni en hebreu és עד. lletrejat és Ain, valor de 70, i Dàlet valor de 4. Prenem 70 i li donem 7. Ara prenem el 7 i li sumem el 4, que ens dona 11. Però també hem de separar el resultat, 11, que es transforma en 1+1 que = 2. El número dos simbolitza les 2 taules de pedra, dels deu manaments que eren els TESTIMONIS de la revelació al (Mont Sinaí).
- Valor Integral R Im ha-Otiyyot en aquest mètode se suma el nombre de lletres a una guematria, per exemple: la paraula שלום Xalom té la guematria de 376. Xin = 300, Làmed = 30, Vau = 6, i Mem = 40, 300+30+6+40 = 376. Però a més hi sumem el nombre de lletres a la guematria. Així tenim que en la paraula Xalom hi ha un total de 4 lletres que formen la paraula. Aleshores, prenem el 4 i l'agreguem a 376, i tindrem com a resultat que Xalom té la guematria 380 (376+4 = 380) usant el mètode Im ha-Otiyyot.

## Vegeu
- Càbala